# Hans Fries

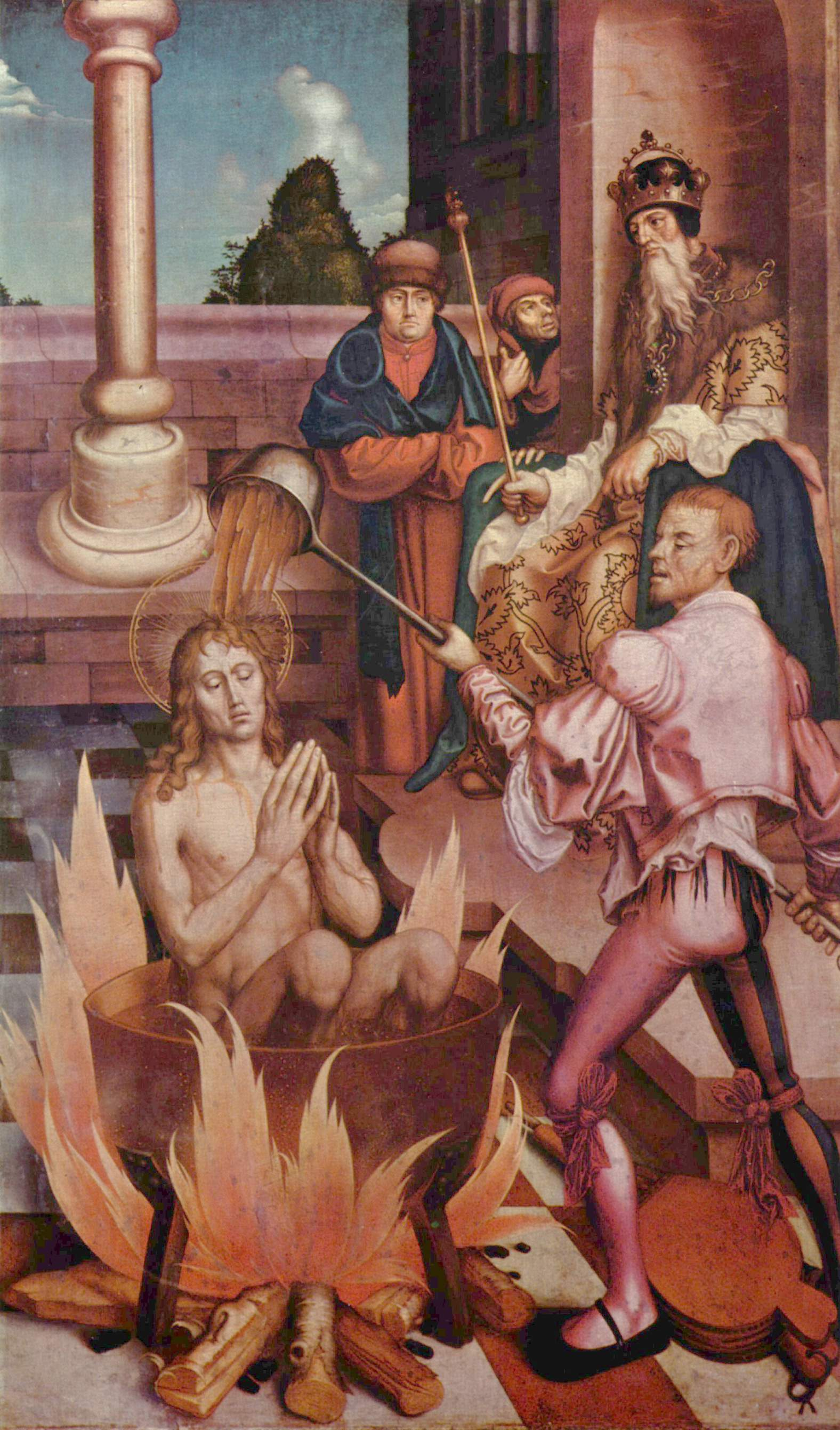
San Juan en la olla de aceite

Hans Fries (Friburgo, 1465 - Berna, 1523) fue un pintor suizo, enmarcado dentro del gótico tardío.

## Biografía
Hijo de un panadero estudió con el pintor bernés Heinrich Bichler. Después de una estancia en Basilea en el año 1487-1488, regresó a su ciudad natal, donde ocupó el puesto de pintor oficial de la ciudad en la primera década del siglo XVI; fue, además, concejal.  Durante este tiempo diseñó y pintó muchos altares. Alrededor de 1510 se trasladó a Berna, donde vivió hasta su muerte. Pintor principalmente de temas religiosos, acusa la influencia de Hans Holbein el Joven y de Hans Burgkmair, así como de los maestros holandeses.

## Obra seleccionada
- Cristo llevando la cruz, 1502, lienzo, 81×164 cm, Berna, Kunstmuseum.
- San Juan bebe el veneno, 1507, madera, 130×32 cm, Zürich, Swiss National Museum.
- Dos visiones de San Juan, 1507, madera, 130×32 cm, Zürich, Swiss National Museum.
- Santa Bárbara, 1503, madera, 98×67 cm, Friburgo, Musée d'Art et d'Histoire.
- San Cristóbal, 1503, madera, 98×67 cm, Friburgo, Musée d'Art et d'Histoire.
- Santa Margarita, 1505, madera, 97×30 cm, Friburgo, Musée d'Art et d'Histoire.
- San Nicolás, 1505, madera, 97×30 cm, Friburgo, Musée d'Art et d'Histoire.
- Alegoría de la cruz, 1515, madera, 148×98 cm, Friburgo, Musée d'Art et d'Histoire.
- Sermón de Juan el Bautista ante Herodes, 1514, madera, 124×76 cm, Basilea, Kunstmuseum.
- La degollación de Juan el Bautista, 1514, madera, 124×76 cm, Basilea, Kunstmuseum.
- San Juan en la olla de aceite, 1514, madera, 125×75 cm, Basilea, Kunstmuseum.